# Hyundai Merchant Marine
HMM (voormalig Hyundai Merchant Marine) (Koreaans: 에이치엠엠 주식회사, Eichi Em Em Jusik Hoesa) is een grote Koreaanse rederij. Het beschikt over een vloot van voornamelijk containerschepen, maar ook schepen voor het zeetransport van droge en natte lading. In april 2020 werd de gebruikelijke afkorting HMM de officiële naam van het bedrijf.

## Geschiedenis
Het bedrijf werd in 1976 opgericht onder de naam Asia Merchant Marine. In 1977 kwamen de eerste schepen in de vaart en een jaar later het eerste containerschip. Op 9 augustus 1982 werd de naam gewijzigd in de huidige naam Hyundai Merchant Marine. De activiteiten werden uitgebreid en meer schepen kwamen in de vaart waaronder autocarriers. In 1998 ging de rederij op het gebied van het containertransport samenwerken met APL en Mitsui O.S.K. Lines (MOL) in de New World Alliance consortium. In 1999 kreeg het een eigen containerterminal in Busan.
In november 2011 werd de samenwerking bekend van de New World Alliance en de Grand Alliance. Ze gingen verder als de G6 Alliance. De drie leden van de Grand Alliance waren: Nippon Yusen Kaisha Line (NYK), Hapag-Lloyd en Orient Overseas Container Line (OOCL). In april 2012 ging het consortium effectief van start. Na de fusie van drie Japanse containerrederijen in Ocean Network Express (ONE) is de naam gewijzigd in THE Alliance. Naast HMM en ONE zijn het Duitse Hapag-Lloyd en Yang Ming Marine Transport Corporation uit Taiwan de twee andere partners.
In 2014 werden vijf nieuwe containerschepen, waaronder de Hyundai Pride, de laatste van de serie, aan de vloot toegevoegd. Deze waren in augustus 2011 besteld bij Daewoo Shipbuilding & Marine Engineering. De order vertegenwoordigde een waarde van 695 miljard won (circa $640 miljoen). Deze schepen hebben elk een capaciteit van 13.154 TEU en waren tot 2020 de grootste van de vloot. Alle containerschepen hebben een naam die begint met Hyundai.
In 2020 nam HMM zes containerschepen van de HMM Megamax 24-klasse in gebruik. De HMM Algeciras, HMM Copenhagen, HMM Dublin en HMM Gdansk hebben bruto-tonnenmaat van 228.283 en kunnen 23.964 TEU transporteren en werden gebouwd door Daewoo Shipbuilding & Marine Engineering, de HMM Oslo en HMM Rotterdam (beide 23.820 TEU, 232.311 brt) werden gebouwd door Samsung Heavy Industries. De schepen hebben een lengte over alles van 399,9 m, een breedte dwarsscheeps van 61 m en een diepgang van 16,5 m.
In 2020 stond HMM op de negende plaats van grootste containerrederijen ter wereld gemeten naar TEU capaciteit. HMM had een vloot van 110 schepen en een vervoerscapaciteit van 728.416 TEU.

## Activiteiten

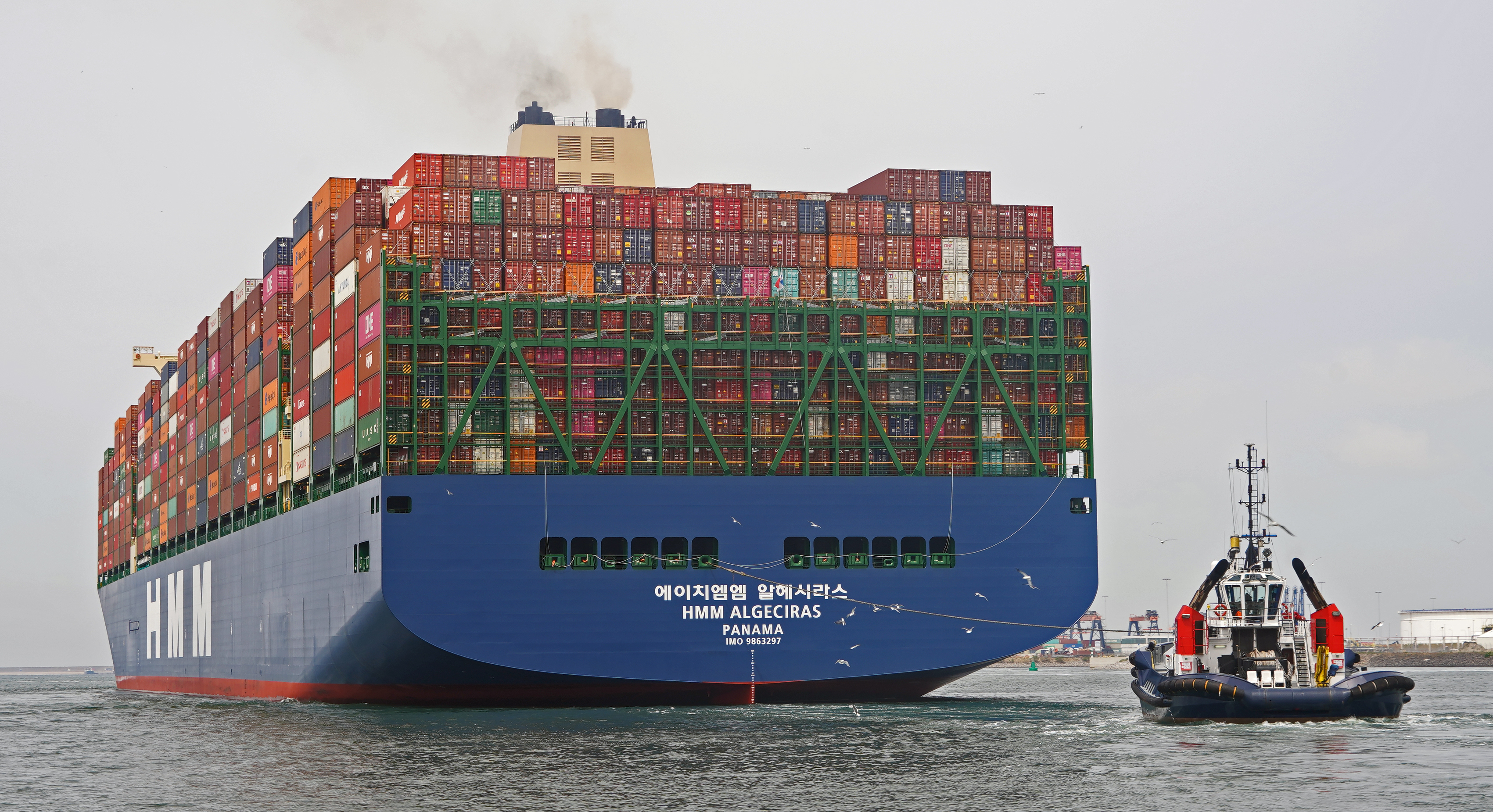
De HMM Algeciras

Hyundai Merchant Marine (HMM) heeft de rederij activiteiten in drie onderdelen gesplitst. De belangrijkste activiteit is het zeetransport van containers en verder heeft het schepen voor natte en droge bulkproducten in de vaart. De containeractiviteiten zijn verantwoordelijk voor ruim 90% van de totale omzet.
In 2022 bestond de vloot uit 101 schepen, waarvan de helft in eigendom. De overige schepen voeren voor de onderneming op charterbasis. In 2013 bestond de vloot nog uit 158 schepen, waarvan 58 containerschepen. Per 31 december 2022 had HMM de beschikking over 72 containerschepen met een totale capaciteit van ruim 800.000 TEU. Verder had het 29 bulkschepen, waarvan 12 tankers en 17 stuks voor het vervoer van droge lading. In de zomer van 2022 maakte het bedrijf plannen bekend om de capaciteit te vergroten naar 1,2 miljoen TEU per 2026. Op 31 maart 2023 stond HMM op de achtste plaats van grootste containerrederijen ter wereld met een capaciteit van 816.635 TEU. Op dat moment had het nieuwbouworders uitstaan voor schepen waarmee de capaciteit met 265.000 TEU wordt vergroot.
HMM heeft drie containerterminals volledig in eigendom en in twee anderen een belang. Twee terminals liggen aan de Amerikaanse westkust, een in China, de terminal in Busan, met een aandeel van 50%, en een 20% belang in de Rotterdam World Gateway containerterminal op de Tweede Maasvlakte te Rotterdam.

## Aandeelhouders
In 2013 waren de belangrijkste aandeelhouders andere onderdelen van de Hyundai Group. Dit waren Hyundai Elevator met een belang van 24%, Hyundai Heavy Industries (14%), Hyundai Engineering & Construction (7%) en Hyundai Samho Heavy Industries (6%). In 2016 zat het bedrijf tegen een faillissement aan. Het staatsbedrijf Korea Development Bank (KDB) heeft daarop een deel van de leningen omgezet in aandelen. Andere banken hebben dit voorbeeld gevolgd waardoor het belang van de Hyundai Groep in de rederij fors is afgenomen.
Op 31 december 2021 was KDB de grootste aandeelhouder met een belang van 20,7%. Korea Ocean Business Corporation (KOBC) was met 20% van de aandelen de op een na grootste aandeelhouder. KOBC is een aan de Koreaanse overheid gelieerde organisatie om de nationale scheepvaartbelangen te stimuleren.